# Earl of Melfort

Wappen der Earls of Melfort

Earl of Melfort war ein erblicher britischer Adelstitel in der Peerage of Scotland.

## Geschichte des Titels

### Verleihung und Ächtung
Der Titel wurde am 12. August 1686 vom Stuart-König Jakob VII. für John Drummond, 1. Viscount of Melfort, den jüngeren Sohn des 3. Earl of Perth aus dem Clan Drummond, geschaffen. Zusammen mit der Earlswürde wurden ihm die nachgeordneten Titel Viscount of Forth und Lord Drummond of Riccartoun, Castlemains and Gilstoun verliehen. Bereits am 14. April 1685, zum Amtsantritt König Jakobs, waren ihm die fortan nachgeordneten Titel Viscount of Melfort und Lord Drummond of Gillestoun verliehen worden.
Der Earl und sein älterer Bruder James Drummond, der spätere 4. Earl of Perth, zählten zu den engsten Vertrauten des Königs und beherrschten Schottland in seinem Namen. Wie der König waren James und John Drummond zum Katholizismus konvertiert. Aus diesem Grund waren John alle oben genannten Titel mit dem besonderen Zusatz verliehen worden, dass sie vorrangig an die männliche Nachkommen aus seiner katholischen zweiten Ehe vererbbar seien, und erst im Falle des Aussterbens dieser Linie an die drei protestantischen Söhne aus seiner ersten Ehe.
Als 1688 König Jakob im Rahmen der Glorious Revolution gestürzt wurde und sich nach Frankreich absetzte, blieben die Drummond-Brüder ihm loyal. John Drummond floh ebenfalls und schloss sich als einer der bedeutendsten Jakobiten dem Exilkönig an. Er wurde daraufhin 1694 in England und Schottland zum Outlaw erklärt und am 2. Juli 1695 durch Parlamentsbeschluss geächtet (Bill of Attainder), womit der Verlust aller seine Titel und Ländereien verbunden war.

### Exil und jakobitischer Duke of Melfort
Im Exil verlieh ihm König Jakob hingegen am 7. August 1689 den englischen Titel Baron Cleworth (auch Baron Clewer) und am 17. April 1692 die schottischen Titel Duke of Melfort, Marquess of Forth, Earl of Isla and Burtisland, Viscount of Rickerton und Lord Castlemains and Galston. Diese jakobitischen Titel wurden in Großbritannien als unrechtmäßig und damit nicht existent betrachtet. In Frankreich dagegen wurde John Drummond 1701 als Duc de Melfort anerkannt und mit allen Vorrechten eines Herzogs behandelt (allerdings ohne dass damit Grundbesitz in Frankreich verbunden war).
Der Titel Earl of Melfort blieb 158 Jahre aberkannt, ebenso wie der Titel seines Bruders, des Earl of Perth. Die Nachkommen der Drummond-Brüder zählten zu den wichtigsten Jakobiten, nahmen an den Aufständen in Schottland teil und stellten zahlreiche Militärführer in der französischen Armee. Durch Heirat erlangte der Duc de Melfort auch die weiteren französischen Titel Comte de Lussan und Baron de Valrose.

### Wiederherstellung des Titels
Nach dem Aussterben der Linie Perth im Jahr 1800 fielen deren Titularansprüche an die Linie Melfort. Johns Ur-urenkel, George Drummond, 6. „Duke of Melfort“ und 11. „Duke of Perth“, ließ sich 1841 in Paris gerichtlich seine französischen Titel bestätigen. Er richtete im gleichen Jahr eine Petition an die britische Königin Victoria mit der Bitte um Restauration der entzogenen schottischen Peerwürden; dieser Bitte wurde, nachdem er 1848 seine Abstammung nachweisen konnte, schließlich durch Act of Parliament am 28. Juni 1853 entsprochen und die Titel für ihn als 5. Earl of Perth und 2. Earl of Melfort wiederhergestellt. Teils wird der Rechtsakt auch als rückwirkende Aufhebung der Ächtung verstanden und George Drummond entsprechend als 14. Earl of Perth und 6. Earl of Melfort gezählt.
Als George Drummond bei seinem Tod am 28. Februar 1902 keine männlichen Nachkommen hinterließ, erloschen das Earldom Melfort und die dazugehörigen nachgeordneten Titel schließlich. Das Earldom Perth nebst der dazugehörigen nachgeordneten Titel fiel an seinen sehr weit entfernten männlichen Verwandten William Drummond, 9. Viscount of Strathallan.

## Liste der Earls of Melfort (1686) und jakobitischen „Dukes of Melfort“ (1692)
- John Drummond, 1. Earl of Melfort (1650–1715) (Titel verwirkt 1695), jakobitischer „1. Duke of Melfort“
  - John Drummond (1682–1754), jakobitischer „2. Duke of Melfort“
  - James Drummond (1708–1766), jakobitischer „3. Duke of Melfort“
  - James Drummond (1750–1800), jakobitischer „9. Duke of Perth, 4. Duke of Melfort“
  - Charles Drummond (1752–1840), jakobitischer „10. Duke of Perth, 5. Duke of Melfort“
- George Drummond, 5. Earl of Perth, 2. Earl of Melfort (1807–1902) (Titel wiederhergestellt 1853), jakobitischer „11. Duke of Perth, 6. Duke of Melfort“